# Episodi di Snatch (prima stagione)
La prima stagione della serie televisiva Snatch, composta da 10 episodi, è stata distribuita negli Stati Uniti su Sony Crackle il 16 marzo 2017.
In Italia, la stagione è stata interamente pubblicata su TIMvision l'11 ottobre 2017.
| n° | Titolo originale     | Titolo italiano       | Pubblicazione USA | Pubblicazione Italia |
| -- | -------------------- | --------------------- | ----------------- | -------------------- |
| 1  | All That Glitters    | L'incontro di boxe    | 16 marzo 2017     | 11 ottobre 2017      |
| 2  | Badda Bling          | Badda Bling           | 16 marzo 2017     | 11 ottobre 2017      |
| 3  | Going In Heavy       | Norma l'Asso Gordon   | 16 marzo 2017     | 11 ottobre 2017      |
| 4  | Across The Pond      | Un viaggio a New York | 16 marzo 2017     | 11 ottobre 2017      |
| 5  | The Smelt Down       | La vasca d'oro        | 16 marzo 2017     | 11 ottobre 2017      |
| 6  | Fly Away You Nutters | Volate via, svitati   | 16 marzo 2017     | 11 ottobre 2017      |
| 7  | Coming Home To Roost | Ritorno in famiglia   | 16 marzo 2017     | 11 ottobre 2017      |
| 8  | Pear Shaped          | L'infiltrato          | 16 marzo 2017     | 11 ottobre 2017      |
| 9  | Creepers             | Come una famiglia     | 16 marzo 2017     | 11 ottobre 2017      |
| 10 | A Family Affair      | Scontro finale        | 16 marzo 2017     | 11 ottobre 2017      |